# Diocesi di Fréjus-Tolone

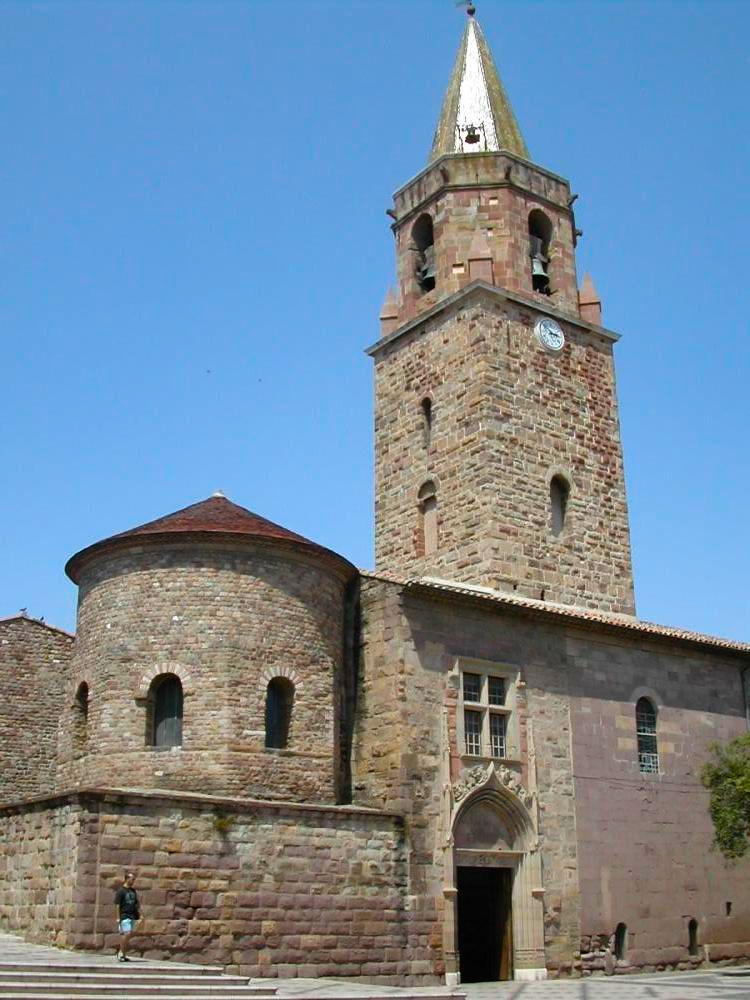
La concattedrale di Fréjus.

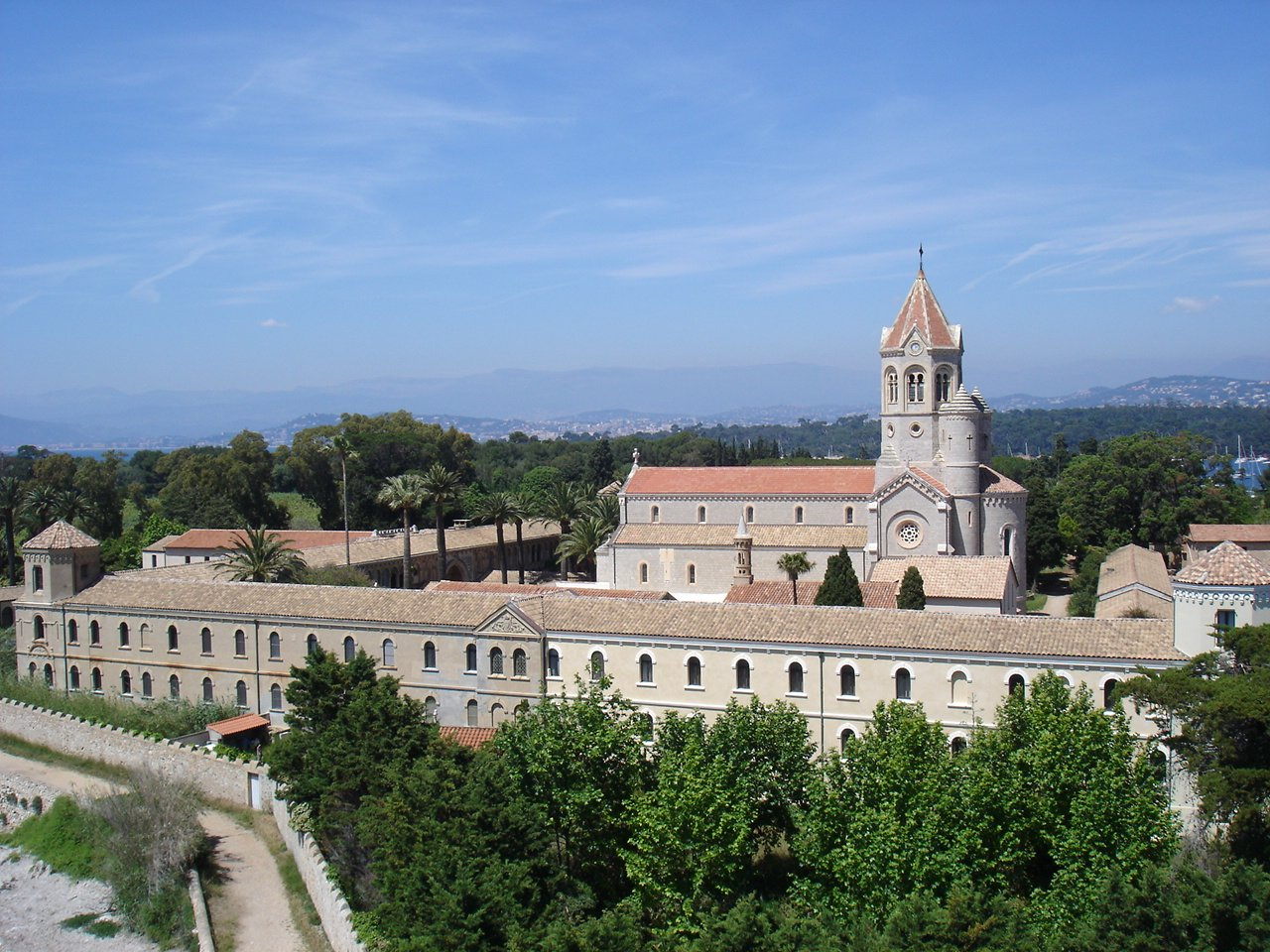
L'abbazia di Lerino, fondata alla fine del IV secolo, oggi nel territorio della diocesi di Fréjus-Tolone.

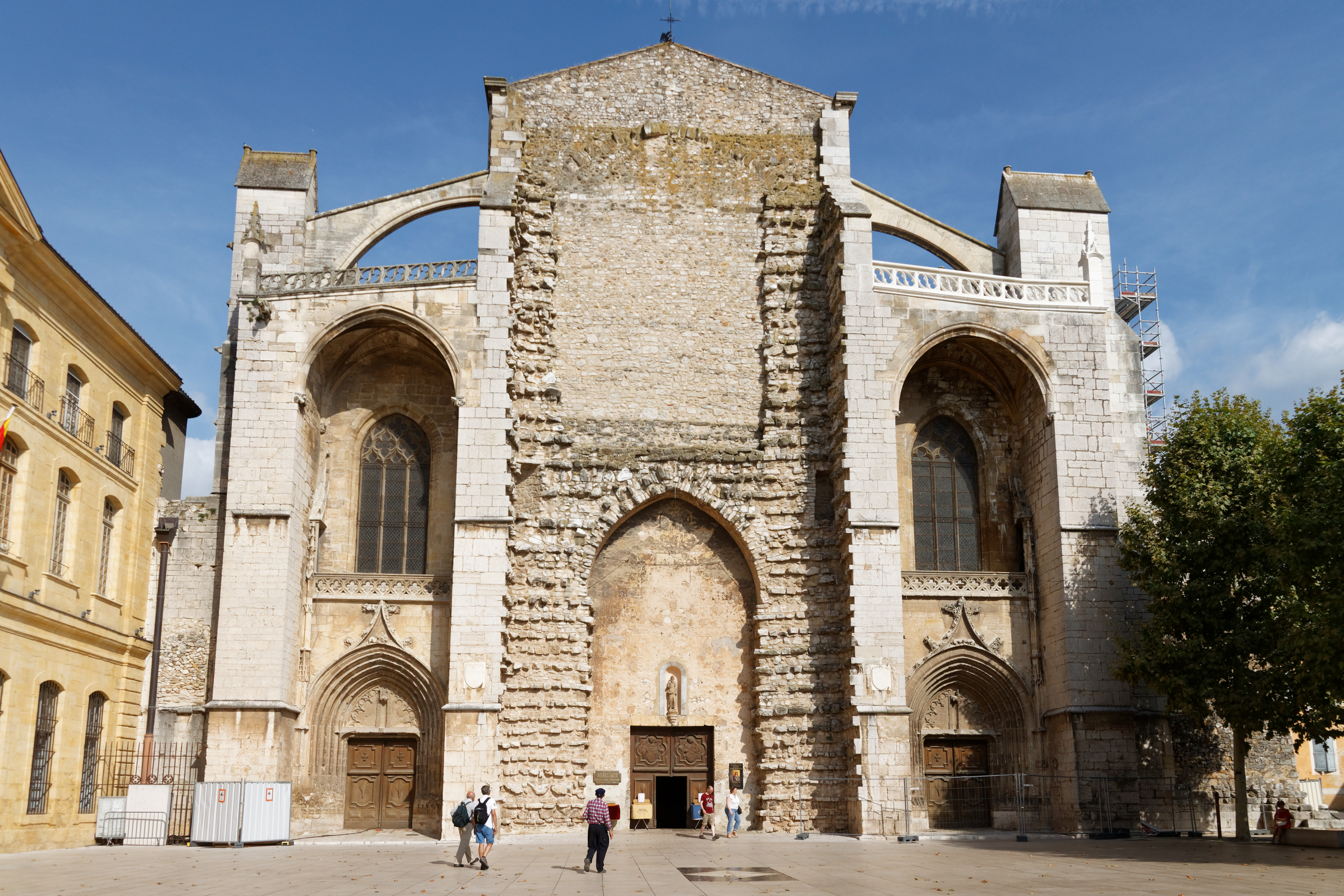
La basilica minore di Santa Maria Maddalena a Saint-Maximin-la-Sainte-Baume.

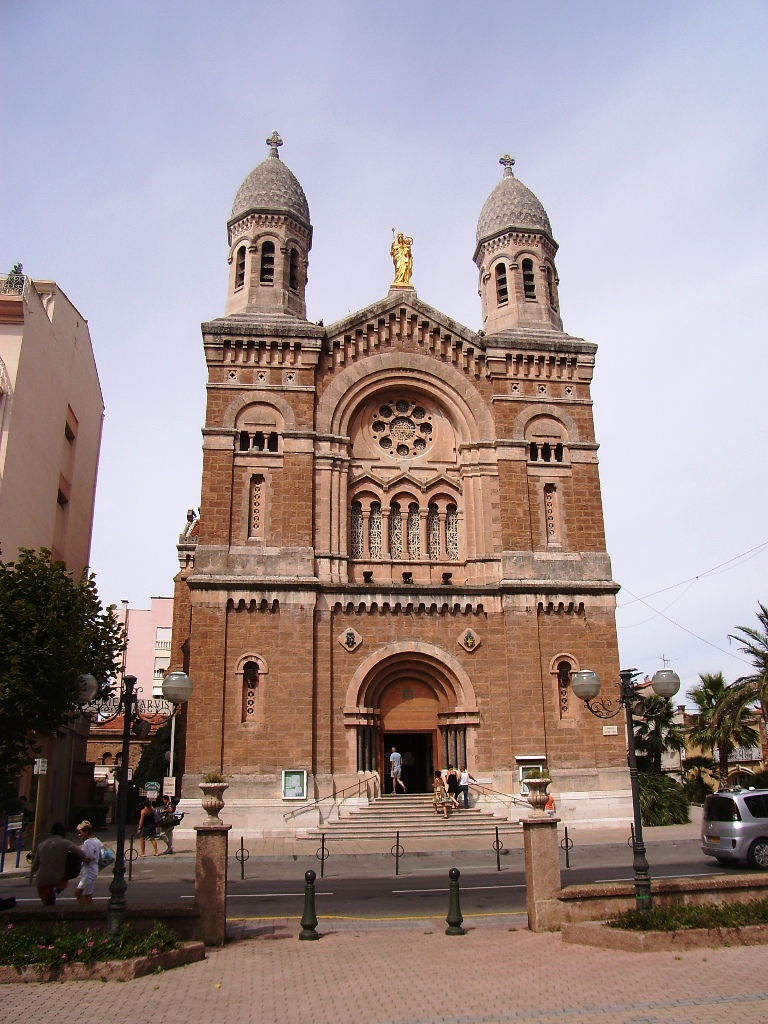
La basilica minore di Nostra Signora della Vittoria a Saint-Raphaël.

La diocesi di Fréjus-Tolone (in latino Dioecesis Foroiuliensis-Tolonensis) è una sede della Chiesa cattolica in Francia suffraganea dell'arcidiocesi di Marsiglia. Nel 2023 contava 545.100 battezzati su 1.090.200 abitanti. È retta dal vescovo François Touvet.

## Territorio
La diocesi comprende il dipartimento francese del Varo nella regione Provenza-Alpi-Costa Azzurra e le isole di Lerino nel dipartimento delle Alpi Marittime.
Sede vescovile è la città di Tolone, dove si trova la cattedrale di Santa Maria Maggiore (Sainte-Marie-Majeure ou de-la-Sède). A Fréjus sorgono la concattedrale di San Leonzio (Saint-Léonce) e l'ex cattedrale di Saint-Aiguif. Nel territorio si trovano anche due basiliche minori: Nostra Signora della Vittoria (Notre Dame de la Victoire) a Saint-Raphaël e Santa Maria Maddalena (Sainte-Marie-Madeleine) a Saint-Maximin-la-Sainte-Baume.
Il territorio si estende su 6.032 km² ed è suddiviso in 90 parrocchie, raggruppate in 13 decanati.

## Storia

### Diocesi di Tolone
La diocesi di Tolone è attestata per la prima volta nel V secolo, quando il vescovo Augustale prese parte al concilio di Orange del 441. Inizialmente suffraganea dell'arcidiocesi di Vienne, verso la metà circa del V secolo entrò a far parte della provincia ecclesiastica di Arles.
Secondo vescovo storicamente documentato di Tolone fu Cipriano, discepolo e biografo di san Cesario d'Arles, che prese parte a numerosi concili franchi nella prima metà del VI secolo e che ebbe una parte di rilievo nel far accettare ai vescovi riuniti a Valence nel 529 la dottrina cattolica sulla grazia e il libero arbitrio.
A causa delle devastazioni operate dai saraceni, poco si conosce della diocesi nell'alto medioevo, epoca in cui probabilmente la sede rimase vacante per lunghi periodi, come dimostra la cronotassi dei secoli VIII-X, per i quali è nota solo una manciata di vescovi. Solo con la prima metà dell'XI secolo riprende ininterrotta la serie episcopale di Tolone.
Tra i vescovi di Tolone si possono ricordare: Arimino, che prese parte alla prima crociata; Pierre Isnard, che partecipò al concilio lateranense del 1179; Gauthier Gaufredi, che riformò nel 1268 il capitolo dei canonici della cattedrale; Denis Briçonnet, che fu presente al conciliabolo di Pisa e al concilio Lateranense V. Nel corso del XVI secolo la diocesi fu data in amministrazione a vescovi delle famiglie Fieschi, Della Rovere e Trivulzio.
Il seminario diocesano di Tolone fu eretto a cavallo tra XVII e XVIII secolo dal vescovo Armand-Louis Bonin de Chalucet (1692-1712).
In seguito al concordato, il 29 novembre 1801 con la bolla Qui Christi Domini di papa Pio VII la diocesi di Tolone fu soppressa e il suo territorio accorpato a quello dell'arcidiocesi di Aix. L'ultimo vescovo, Elléon de Castellane-Mazangues, contravvenendo alle disposizioni contenute nella bolla, non diede le dimissioni e morì a Udine nel 1806. Al momento della soppressione la diocesi comprendeva circa 27 parrocchie.

### Diocesi di Fréjus
Incerta è la data della fondazione della diocesi di Fréjus. Essa è attestata per la prima volta nel concilio di Valence del 374: in quest'anno era stato eletto vescovo Acceptus, il quale, per evitare quest'onere, si accusò di crimini immaginari; malgrado l'appoggio del metropolita Concordio di Arles, il concilio giudicò inadeguata la sua nomina. Il primo vescovo storicamente documentato è san Leonzio, menzionato in una lettera di papa Bonifacio I del 419. A partire dal V secolo la diocesi era suffraganea dell'arcidiocesi di Aix.
Il territorio della diocesi era compreso tra le sedi di Tolone e di Aix ad ovest, di Riez e di Senez a nord, di Antibes (dal medioevo Grasse) e di Vence a est. Era una delle diocesi più grandi tra quelle del litorale provenzale.
Come per molte altre diocesi della Provenza, a causa delle frequenti e devastanti incursioni dei Saraceni, il periodo tra VII e IX secolo è abbastanza oscuro e sono solo due i vescovi documentati per questo periodo, indizio che comunque la diocesi sopravvisse nell'alto medioevo: il vescovo Martino è documentato in un diploma del 636, mentre un anonimo vescovo sottoscrisse gli atti del falso concilio di Narbona del 788. Fu solo verso la fine del X secolo che la diocesi poté risorgere e ricostituirsi con la cacciata definitiva dei Saraceni, all'epoca del vescovo Riculfo.
Con l'XI secolo i vescovi posero la loro residenza all'interno del castellum nel cuore della città ed è sempre in questo periodo che è documentata per la prima volta l'esistenza del capitolo dei canonici della cattedrale, in un atto del 1038.
Il periodo tra XI e XII secolo vide il lungo episcopato di Bérenger (1091-1131), durante il quale l'abbazia di Lerino, fondata alla fine del IV secolo, ottenne l'esenzione dalla giurisdizione dei vescovi di Fréjus.
Nel 1176 il vescovo Frédol d'Anduze ottenne dal conte di Provenza conferma dei suoi diritti feudali, e nel 1206 Raimond de Capella ottenne la giurisdizione temporale sulla città di Fréjus.
Tra il 1300 e il 1310 la sede fu occupata dal vescovo Jacques Arnaud Duèze, trasferito ad Avignone e poi eletto papa nel 1316 con il nome di Giovanni XXII.
Il XIV secolo vide susseguirsi sulla cattedra di Fréjus oltre una decina di vescovi, molti dei quali non risiedettero mai nella città episcopale perché occupati alla corte pontificia di Avignone. Anche durante il XV secolo diversi vescovi non si fecero mai vedere a Fréjus, preferendo farsi rappresentare dai vicari generali, ai quali spettava di fatto il governo della diocesi. A partire dal 1472 il papa avocò a sé la nomina dei vescovi; inizia in quest'anno una serie di vescovi italiani delle famiglie Fieschi e Orsini, i quali, pur non presentandosi quasi mai a Fréjus, entrarono in conflitto con le autorità locali e i re di Francia. Leone Orsini divenne vescovo a 12 anni nel 1525, si fece vedere per la prima e unica volta a Fréjus nel 1547, e morì in carica nel 1564. L'assenza quasi continua dei vescovi per oltre due secoli ebbe come conseguenza la decadenza della vita religiosa della diocesi.
Tra XVI e XVII secolo la sede fu occupata da Barthélémy Camelin (1599-1637), canonico della cattedrale, che si fece consacrare sacerdote a 37 anni, tre mesi dopo la conferma della sua elezione episcopale. Benché fosse inizialmente inviso alla Santa Sede, fu uno dei vescovi più importanti di questo periodo per il suo impegno a mettere in atto nella sua diocesi i decreti di riforma del concilio di Trento: riformò il capitolo dei canonici della cattedrale, fece diverse visite alla sua diocesi, cercò di eliminare diversi abusi tra i clero diocesano, favorì l'installazione di diverse congregazioni religiose nella diocesi.
L'italiano Giuseppe Zongo Ondedei fondò il seminario vescovile nel 1655, che fu ingrandito da Luc d'Aquin (1681-1697). Il successore di quest'ultimo, il nipote Louis d'Aquin, prese possesso della diocesi per procura, ma non venne mai a Fréjus, perché un anno dopo la sua nomina fu trasferito a Séez. Il suo successore, André-Hercule de Fleury, arrivò a Fréjus solo 2 anni dopo la sua nomina, ma si mostrò un vescovo zelante, interessato al bene spirituale della sua diocesi e dei suoi preti. A lui si deve la divisione della diocesi in 9 decanati: Fréjus, Saint-Tropez, Lorgues, Seillans, Bargemon, Aups, Barjols, Draguignan e Pignans. Lasciò la diocesi nel 1715 e, proprio per le sue qualità di organizzazione, in seguito divenne primo ministro e cardinale.
Il vescovo Martin du Bellay (1739-1766) introdusse in diocesi diverse riforme, tra cui la chiusura di diverse confraternite irregolari, la pubblicazione per la prima volta di un catechismo e di un Ordo diocesano, l'autorizzazione a mangiare uova e latticini durante la quaresima.
L'ultimo vescovo dell'Ancien Régime fu Emmanuel-François de Bausset-Roquefort, a cui si deve la ristrutturazione del palazzo del seminario, l'inventario dei fondi dell'archivio diocesano, per il quale predispose un edificio apposito, e la diffusione del culto dei santi.
In seguito al concordato, il 29 novembre 1801 con la bolla Qui Christi Domini di papa Pio VII la diocesi di Fréjus fu soppressa e il suo territorio accorpato a quello dell'arcidiocesi di Aix.
Nel giugno del 1817 fra Santa Sede e governo francese fu stipulato un nuovo concordato, cui fece seguito il 27 luglio la bolla Commissa divinitus, con la quale il papa restaurava la sede di Fréjus. Tuttavia, poiché il concordato non entrò in vigore in quanto non ratificato dal Parlamento di Parigi, questa erezione non ebbe effetto. Anche la nomina di Charles-Alexandre de Richery a vescovo di Fréjus, datata 8 agosto 1817, rimase in sospeso.
La diocesi di Fréjus fu ristabilita definitivamente il 6 ottobre 1822 con la bolla Paternae charitatis dello stesso papa Pio VII, resa suffraganea della sede metropolitana di Aix. La nuova diocesi comprendeva l'intero dipartimento francese del Varo, che all'epoca includeva anche l'arrondissement di Grasse. Il territorio era costituito da quello delle sedi pre-rivoluzionarie di Fréjus, Tolone, Grasse e Vence, e da porzioni più o meno importanti di territorio che fino al Settecento erano appartenute a Marsiglia, Riez, Senez e Aix.
Un decreto concistoriale del 28 settembre 1852, concesse ai vescovi di Fréjus di aggiungere al proprio titolo quello della soppressa sede di Tolone.
Il 1º settembre 1886, con decreto della Santa Sede, la diocesi cedette l'arrondissement di Grasse, eccetto le isole di Lerino, a vantaggio della diocesi di Nizza.

### Diocesi di Fréjus-Tolone
Il 28 aprile 1957 in forza della bolla Qui arcana Dei di papa Pio XII la sede diocesana, la curia e la cattedrale furono trasferite da Fréjus a Tolone, l'ex cattedrale di Fréjus divenne concattedrale e la diocesi assunse il nome attuale.
L'8 dicembre 2002, con la riorganizzazione delle circoscrizioni ecclesiastiche francesi, la diocesi di Fréjus-Tolone è divenuta suffraganea dell'arcidiocesi di Marsiglia.

## Cronotassi dei vescovi
Si omettono i periodi di sede vacante non superiori ai 2 anni o non storicamente accertati.

### Vescovi di Tolone
- Augustale † (prima del 441 - dopo il 450)[5]
- Onorato ? † (menzionato nel 451 circa)
- San Graziano ? † ( ? - circa 472 deceduto)
- San Cipriano † (prima del 524 - 549 deceduto)[6]
- Palladio † (549[7] - dopo il 554)
- Desiderio I † (prima del 573 - dopo il 585)
- Menna † (menzionato nel 601)[8]
- Iltigiso ? † (menzionato nel 614)[9]
- Mario † (menzionato nel 636)[10]
- Anonimo † (menzionato nel 680)[11]
- Eustorgio † (menzionato nell'879)
- Armodo † (menzionato nell'899)
- Jandal † (prima del 1021 - circa 1030)
- Théodad † (prima del 1031 - 1056)[12]
- Guillaume I † (25 gennaio 1056 - dopo il 1079)
- Arimino † (prima del 1096 - dopo il 1110)
- Guillaume II † (prima del 1117 - dopo settembre 1165)
- Pierre Isnard † (circa 1168 - 1183 nominato arcivescovo di Arles)
- Desiderio II, O.Cart. † (1183 - prima del 1201 dimesso)
- Ponce Rausianus, C.R.S.A. † (1201 - ? dimesso)
- Guillaume de Soliers † (? dimesso)
- Etienne † (1212 - circa 1223 dimesso)
- Jean Baussan † (prima di agosto 1223 - 23 gennaio 1234 nominato arcivescovo di Arles)
- Raymond de Saint-Jal (o Rostaing) † (1234 - 1255 deceduto)
- B. (Bertrand ?) † (menzionato nel 1257)
- Gauthier Gaufredi † (prima del 1266 - 1277 deceduto)
- Jean † (prima del 17 maggio 1279 - dopo il 1303)
- Raymond de Rostaing † (1305 - 1311 deceduto)
- Ponce † (menzionato nel 1314)
- Elzéar de Glandèves † (prima del 2 ottobre 1317 - dopo il 4 settembre 1323)
- Hugues I † (menzionato nel giugno 1324)
- Pierre de Guillaume † (1325 - 6 settembre 1328 nominato vescovo di Orange)
- Foulques Chatelmi, O.P. † (6 settembre 1328 - 1329 deceduto)
- Jacques de Corvo, O.P. † (31 agosto 1330 - 1341 deceduto)
- Hugues Le Baille, O.E.S.A. † (9 dicembre 1345 - ? deceduto)
- Pierre Gaufredi, O.E.S.A. † (23 marzo 1355 - 1358 deceduto)
- Raymond de Daron, O.E.S.A † (18 giugno 1361 - novembre 1364)
- Guillaume de la Voute, O.S.B. † (13 novembre 1364 - 9 dicembre 1368 nominato vescovo di Marsiglia)
- Jean Stephani de Girbioto † (27 settembre 1368 - 1380 deceduto)
- Pierre de Marville, O.P. † (1º febbraio 1395 - 4 o 5 settembre 1402 deceduto)
- Jean de Gimbrosio † (2 aprile 1403 - 1409 deceduto)
- Vitale Valentini, O.F.M. † (23 ottobre 1409 - dopo il 25 maggio 1425 deceduto)[13]
- Nicolas Draconich † (dopo il 25 luglio 1427[14] - 1434 deceduto)
- Jean Gombard † (25 ottobre 1434 - ? dimesso)
- Pierre de Clapiers † (19 settembre 1440 - ? dimesso)
- Jean Huet † (16 dicembre 1453 - 1483)
  - Niccolò Fieschi † (12 settembre 1484 - 15 marzo 1485 nominato vescovo di Fréjus) (vescovo eletto)
- Jean Albriga (o de Mixon) † (27 novembre 1487 - 1496 dimesso)
  - Guillaume Briçonnet † (20 dicembre 1497 - 1501 dimesso) (amministratore apostolico)
- Denis Briçonnet † (1501 - 13 febbraio 1512 deposto)
  - Niccolò Fieschi † (8 gennaio 1514 - 30 luglio 1515 dimesso) (per la seconda volta, amministratore apostolico)
  - Filos Roverella † (30 luglio 1515 - 3 settembre 1518 nominato vescovo di Ascoli Piceno) (vescovo eletto)
  - Niccolò Fieschi † (3 settembre 1518 - 15 giugno 1524 deceduto) (per la terza volta, amministratore apostolico)
  - Agostino Trivulzio † (22 giugno 1524 - 7 giugno 1535 dimesso) (amministratore apostolico)
- Antonio Trivulzio juniore † (7 giugno 1535 - 25 giugno 1559 deceduto)
- Girolamo Della Rovere † (26 gennaio 1560 - 12 maggio 1564 nominato arcivescovo di Torino)
- Thomas Jacomel, O.P. † (23 febbraio 1565 - 1571 deceduto)
- Guillaume du Blanc † (30 luglio 1571 - febbraio 1588 deceduto)
  - Sede vacante (1588-1599)
- Aegidius de Septres † (19 luglio 1599 - 2 maggio 1626 deceduto)
- Auguste de Forbin † (21 febbraio 1628 - 5 aprile 1638 deceduto)
- Jacques Danes de Marly † (9 gennaio 1640 - 1º giugno 1658 dimesso)
- Pierre Pingré † (17 giugno 1658 - 5 dicembre 1662 deceduto)
- Louis de Forbin d'Opède † (23 giugno 1664 - 29 aprile 1675 deceduto)
- Jean de Vintimille du Luc † (27 aprile 1676 - 15 novembre 1682 deceduto)
- Armand-Louis Bonin de Chalucet † (4 febbraio 1692 - 10 luglio 1712 deceduto)
- Louis de La Tour du Pin de Montauban † (26 settembre 1712 - 12 settembre 1737 deceduto)
- Louis-Albert Joly de Chouin † (5 maggio 1738 - 16 aprile 1759 deceduto)
- Alessandro Lascaris di Ventimiglia † (13 luglio 1759 - 15 marzo 1786 deceduto)
- Elléon de Castellane-Mazangues † (24 luglio 1786 - 29 maggio 1806 deceduto)[15]
  - Sede soppressa

### Vescovi di Fréjus
- Accetto † (374) (non confermato)

- San Leonzio † (circa 400 - dopo il 431)
- Teodoro † (433 - dopo il 455 circa)
- Asterio ? † (menzionato nel 465)[16]
- Sant'Ausilio ? †[17]
- Vittorino † (menzionato nel 506)
- Giovanni I † (menzionato nel 524)
- Luperciano † (prima del 527 - dopo il 529)[18]
- Desiderio † (menzionato nel 541)
- Espettato † (prima del 549 - dopo il 554)
- Epifanio ? † (? - 582 deceduto)[19]
- Martino † (menzionato nel 636)
- Anonimo † (menzionato nell'788)
- Benedetto † (prima del 909 - dopo il 911)
- Gonterio † (prima del 949 - dopo il 952)
- Riculfo † (prima del 973 - fine X secolo)
- Gaucelme † (prima del 1009/1012[20] - dopo il 1º dicembre 1044)
- Bertrand I † (1044 - dopo il 1085)
- Bérenger † (prima del 22 agosto 1091 - 5 luglio 1131 deceduto)
- Bertrand II † (1131 - dopo il 1145)
- Pierre de Montlaur † (prima del 1154 - dopo il 1157)
- Frédol d'Anduze † (1165/1166 - circa 1197)
- Guillaume du Pont † (prima del 30 ottobre 1198 - dopo luglio 1202 dimesso)
- Raimond de Capella † (prima del 20 novembre 1203 - 7 marzo 1206 deceduto)
- Bermond Cornut † (dopo il 23 settembre 1206 - dopo il 12 marzo 1212 nominato arcivescovo di Aix)
- Raimond de Puyricard † (menzionato nel 1215)
- Olivier †[21]
- Bertrand de Favas † (prima di agosto 1224 - dopo l'8 settembre 1233 deceduto)
- Raimond Berenger † (prima del 19 agosto 1235[22] - 15 febbraio 1248 dimesso)
- Bertrand de Saint-Martin † (prima del 9 agosto 1248 - 5 marzo 1264 nominato arcivescovo di Avignone)
- Pierre de Camaret † (1264 - 25 dicembre 1266 deceduto)
- Guillaume de la Fonte † (1267[23] - 19 marzo circa 1280 deceduto)
- Bertrand Comarque † (prima del 25 maggio 1281 - 19 dicembre 1299 deceduto)
- Jacques Arnaud Duèze † (4 febbraio 1300 - 18 marzo 1310 nominato vescovo di Avignone, poi eletto papa con il nome di Giovanni XXII)
- Bertrand d'Aimini † (18 marzo 1310 - 1317/1318 deceduto)
- Barthélémy Grassi † (10 gennaio 1318 - 5 marzo 1340 deceduto)
- Jean d'Arpadelle † (6 novembre 1340 - dopo il 31 maggio 1343 deceduto)
- Guillaume d'Aubussac † (4 giugno 1343 - marzo 1346 deceduto)
- Pierre Alamanni † (7 aprile 1346 - prima del 21 novembre 1348 deceduto)
  - Pierre du Pin † (1348 - 10 dicembre 1348 nominato vescovo di Viterbo e Tuscania) (vescovo eletto)
  - Guillaume Amici † (2 marzo 1349 - 9 giugno 1360 deceduto) (amministratore apostolico)
- Pierre Artaudi, O.P. † (1360 - 1361 deceduto)
- Guillaume de Ruffec † (27 agosto 1361 - 3 novembre 1364 deceduto)
- Raimond Daconis, O.E.S.A. † (13 novembre 1364 - 6 giugno 1371 nominato vescovo di Pamiers)
- Bertrand de Villemus † (6 giugno 1371 - 30 maggio 1385 deceduto)
  - Emanuel I † (1385) (vescovo eletto)
- Louis de Bouillac † (3 agosto 1385 - 13 aprile 1405 deceduto)
- Gilles Juvenis † (9 settembre 1409 - 1º febbraio 1422 deceduto)
- Jean Bélard † (3 marzo 1422 - circa 1449 deceduto)
- Giacomo Giovenale Orsini † (21 novembre 1449 - 1452 dimesso)
- Jacques Séguin † (20 ottobre 1452 - 1453 deceduto)
- Guillaume-Hugues d'Estaing † (17 giugno 1453 - 28 ottobre 1455 deceduto)
- Jean du Bellay † (7 novembre 1455 - 15 aprile 1462 nominato vescovo di Poitiers)
- Léon Guérinet † (15 aprile 1462 - 18 luglio 1472 dimesso)
- Réginald d'Angline † (18 luglio 1472 - 1472 deceduto)
- Urbano Fieschi † (16 settembre 1472 - 9 ottobre 1485 deceduto)
- Niccolò Fieschi † (14 ottobre 1485 - 22 ottobre 1488 nominato vescovo di Agde)[24]
- Rostan d'Ancesune † (22 ottobre 1488[25] - 26 novembre 1494 nominato arcivescovo di Embrun)
- Niccolò Fieschi † (25 febbraio 1495 - 11 novembre 1511 dimesso) (per la seconda volta)
- Urbano Fieschi † (11 novembre 1511 - 23 gennaio 1524 deceduto)
  - Franciotto Orsini † (15 giugno 1524 - 15 dicembre 1525 dimesso) (amministratore apostolico)
- Leone Orsini † (15 dicembre 1525 - 10 maggio 1564 deceduto)
- Bertrando de Romanis † (15 febbraio 1566 - 19 marzo 1579 deceduto)
- François de Bouliers † (22 maggio 1579 - prima del 28 dicembre 1591 deceduto)
- Gérard Bellenger † (2 dicembre 1592 - 1598 o 1599 deceduto)
- Barthélémy Camelin † (1º settembre 1599 - 12 giugno 1637 deceduto)
- Pierre Camelin † (12 giugno 1637 succeduto - febbraio 1654 deceduto)
  - Sede vacante (1654-1658)
- Giuseppe Zongo Ondedei † (8 luglio 1658 - 23 luglio 1674 deceduto)
- Antoine de Clermont † (23 marzo 1676 - 24 agosto 1678 deceduto)
- Louis d'Anglure de Bourlemont † (17 luglio 1679 - 15 luglio 1680 nominato vescovo di Carcassonne)
- Luc d'Aquin † (17 marzo 1681 - 1697 dimesso)
- Louis d'Aquin † (27 marzo 1697 - 30 marzo 1699 nominato vescovo di Séez)
- André-Hercule de Fleury † (18 maggio 1699 - 3 maggio 1715 dimesso)
- Pierre de Castellane † (29 maggio 1715 - 21 marzo 1739 deceduto)
- Martin du Bellay † (16 novembre 1739 - 4 agosto 1766 dimesso)
- Emmanuel-François de Bausset-Roquefort † (6 agosto 1766 - 1801 dimesso)
  - Sede soppressa (1801-1822)
- Charles-Alexandre de Richery † (16 maggio 1823 - 27 luglio 1829 nominato arcivescovo di Aix)
- Louis-Charles-Jean-Baptiste Michel † (27 luglio 1829 - 22 febbraio 1845 deceduto)
- Casimir-Alexis-Joseph Wicart † (24 aprile 1845 - 28 settembre 1855 nominato vescovo di Laval)
- Joseph-Antoine-Henri Jordany † (20 dicembre 1855 - 4 aprile 1876 dimesso)
- Joseph-Sébastien-Ferdinand Terris † (7 aprile 1876 - 8 aprile 1885 deceduto)
- Fédéric-Henri Oury † (10 giugno 1886 - 26 giugno 1890 nominato vescovo di Digione)
- Eudoxe-Irénée-Edouard Mignot † (26 giugno 1890 - 14 dicembre 1899 nominato arcivescovo di Albi)
- Aloys-Joseph-Eugène Arnaud † (14 dicembre 1899 - 17 giugno 1905 deceduto)
- Félix-Adolphe-Camille-Jean-Baptiste Guillibert † (21 febbraio 1906 - 31 maggio 1926 deceduto)
- Auguste-Joseph-Marie Simeone † (30 luglio 1926 - 22 ottobre 1940 deceduto)
- Auguste Joseph Gaudel † (24 settembre 1941 - 28 aprile 1957 nominato vescovo di Fréjus-Tolone)

### Vescovi di Fréjus-Tolone
- Auguste Joseph Gaudel † (28 aprile 1957 - 30 giugno 1960 dimesso[26])
- Henri-Louis-Marie Mazerat † (30 giugno 1960 succeduto - 11 dicembre 1961 nominato vescovo di Angers)
- Gilles-Henri-Alexis Barthe † (4 maggio 1962 - 8 febbraio 1983 ritirato)
- Joseph Théophile Louis Marie Madec † (8 febbraio 1983 - 16 maggio 2000 ritirato)
- Dominique Marie Jean Rey, Comm. l'Emm. (16 maggio 2000 - 7 gennaio 2025 dimesso)
- François Touvet, succeduto il 7 gennaio 2025

## Statistiche
La diocesi nel 2023 su una popolazione di 1.090.200 persone contava 545.100 battezzati, corrispondenti al 50,0% del totale.
| anno | popolazione | popolazione | popolazione | presbiteri | presbiteri | presbiteri | presbiteri                | diaconi | religiosi | religiosi | parrocchie |
| anno | battezzati  | totale      | %           | numero     | secolari   | regolari   | battezzati per presbitero | diaconi | uomini    | donne     | parrocchie |
| ---- | ----------- | ----------- | ----------- | ---------- | ---------- | ---------- | ------------------------- | ------- | --------- | --------- | ---------- |
| 1950 | 350.000     | 377.100     | 92,8        | 360        | 210        | 150        | 972                       |         | 150       | ?         | 180        |
| 1969 | ?           | 556.000     | ?           | 328        | 243        | 85         | ?                         |         | 87        | 800       | 126        |
| 1980 | 563.000     | 647.000     | 87,0        | 358        | 203        | 155        | 1.572                     | 1       | 179       | 660       | 194        |
| 1990 | 560.000     | 763.500     | 73,3        | 352        | 208        | 144        | 1.590                     | 6       | 164       | 533       | 196        |
| 1999 | 700.000     | 880.000     | 79,5        | 396        | 196        | 200        | 1.767                     | 13      | 220       | 400       | 196        |
| 2000 | 700.000     | 898.000     | 78,0        | 383        | 187        | 196        | 1.827                     | 13      | 254       | 498       | 196        |
| 2001 | 700.000     | 832.291     | 84,1        | 338        | 191        | 147        | 2.071                     | 18      | 199       | 413       | 139        |
| 2002 | 628.600     | 898.000     | 70,0        | 318        | 217        | 101        | 1.976                     | 18      | 125       | 413       | 139        |
| 2003 | 628.600     | 898.000     | 70,0        | 241        | 174        | 67         | 2.608                     | 22      | 111       | 410       | 139        |
| 2004 | 627.000     | 898.000     | 69,8        | 309        | 189        | 120        | 2.029                     | 24      | 186       | 424       | 196        |
| 2006 | 660.000     | 1.100.000   | 60,0        | 307        | 204        | 103        | 2.149                     | 18      | 159       | 391       | 197        |
| 2013 | 682.000     | 1.142.000   | 59,7        | 311        | 216        | 95         | 2.192                     | 20      | 154       | 450       | 166        |
| 2016 | 602.000     | 1.028.583   | 58,5        | 301        | 212        | 89         | 2.000                     | 22      | 115       | 162       | 188        |
| 2019 | 634.500     | 1.057.500   | 60,0        | 287        | 202        | 85         | 2.210                     | 21      | 110       | 162       | 188        |
| 2021 | 645.200     | 1.075.653   | 60,0        | 284        | 215        | 69         | 2.271                     | 21      | 105       | 217       | 91         |
| 2023 | 545.100     | 1.090.200   | 50,0        | 283        | 210        | 73         | 1.926                     | 25      | 104       | 176       | 90         |

### Per la sede di Fréjus
- (LA)  Denis de Sainte-Marthe, Gallia christiana, vol. I, Parigi, 1715, coll. 418-454
- (LA, FR)  Joseph Hyacinthe Albanès, Gallia christiana novissima, Tomo I, Montbéliard, 1899, coll. 305-432
- (FR)  Louis Duchesne, Fastes épiscopaux de l'ancienne Gaule, vol. I, Paris, 1907, pp. 285–286
- (LA)  Pius Bonifacius Gams, Series episcoporum Ecclesiae Catholicae, Ratisbona, 1873, pp. 551-552
- (LA)  Konrad Eubel, Hierarchia Catholica Medii Aevi, vol. 1, p. 252; vol. 2, p. 155; vol. 3, pp. 197–198; vol. 4, p. 189; vol. 5, pp. 203–204; vol. 6, p. 218
- (FR)  H. Espitalier, Les Evêques de Fréjus du XIIIe à la fin du XVIIIe siècle, Draguignan, 1898
- (FR)  Roger Aubert, v. Fréjus, «Dictionnaire d'Histoire et de Géographie ecclésiastiques», vol. XVIII, Paris, 1977, coll. 1219-1240

### Per la sede di Tolone
- (LA)  Denis de Sainte-Marthe, Gallia christiana, vol. I, Parigi, 1715, coll. 739-762
- (FR)  Louis Duchesne, Fastes épiscopaux de l'ancienne Gaule, vol. I, Paris, 1907, pp. 277–278
- (LA)  Pius Bonifacius Gams, Series episcoporum Ecclesiae Catholicae, Ratisbona, 1873, pp. 636-637
- (LA)  Konrad Eubel, Hierarchia Catholica Medii Aevi, vol. 1, pp. 487–488; vol. 2, pp. XXXIX, 252; vol. 3, p. 315; vol. 4, p. 339; vol. 5, p. 377; vol. 6, p. 404
- Gaetano Moroni, v. Tolone o Toulon, Dizionario di erudizione storico-ecclesiastica, vol. LXXVII, Venezia, 1856, pp. 4-9
- (EN) David Cheney, Diocesi di Tolone, su Catholic-Hierarchy.org.